# جيمس نوريس (لاعب كرة قدم)
جيمس نوريس (بالإنجليزية: James Norris)‏ هو لاعب كرة قدم بريطاني في مركز ظهير ‏، ولد في 4 أبريل 2003 في ليفربول في المملكة المتحدة. لعب مع نادي ليفربول.

## وصلات خارجية
- جيمس نوريس على موقع الاتحاد الأوربي (الإنجليزية)
- جيمس نوريس على موقع قاعدة بيانات كرة القدم.إي يو (الإنجليزية)
- جيمس نوريس على موقع Soccerbase.com (لاعب) (الإنجليزية)
- جيمس نوريس على موقع Soccerway.com (الإنجليزية)
- جيمس نوريس على موقع عالم كرة القدم.نت (الإنجليزية)